# Wakaba-ku
Wakaba (若葉区, Wakaba-ku) est l'un des six arrondissements de la ville de Chiba au Japon. Il est situé à l'est de la ville.
En 2016, sa population est de 151 253 habitants pour une superficie de 84,21 km2, ce qui fait une densité de population de 1 800 hab./km2.

## Transport publics
L'arrondissement est desservi par plusieurs lignes ferroviaires :
- ligne Sōbu de la compagnie JR East,
- ligne 2 du monorail de Chiba.